# Nymphidium baeotia
Nymphidium baeotia is een vlindersoort uit de familie van de prachtvlinders (Riodinidae), onderfamilie Riodininae.
Nymphidium baeotia werd in 1853 beschreven door Hewitson.